# Morti nel 1361
| Questa pagina contiene informazioni ricavate automaticamente dalle voci biografiche con l'ausilio del template Bio e di un bot. L'aggiornamento è periodico e automatico e ricostruisce completamente la pagina. Se manca una persona in questa lista, sei pregato di non aggiungerla, ma accertati piuttosto che la sua voce biografica contenga il template Bio e che i dati anagrafici siano correttamente compilati. Se il template Bio manca, inseriscilo tu stesso o, in alternativa, metti l'avviso {{tmp\|Bio}} che ne segnala la mancanza. Se i dati riportati sono sbagliati, correggi direttamente la voce biografica; le modifiche saranno visibili in questa lista entro pochi giorni. Per chiarimenti vedi il progetto biografie. La lista contiene solo le 41 persone che sono citate nell'enciclopedia e per le quali è stato implementato correttamente il template Bio. Pagina aggiornata al 10 ago 2025. |

- 6 gennaio - Giovanni Birelle, presbitero e monaco cristiano francese
- 7 gennaio - Gerlach I di Nassau-Wiesbaden, conte tedesco (n. 1288)
- 26 febbraio - Guglielmo I di Jülich, nobile
- 9 marzo - Ernesto I di Brunswick-Grubenhagen, nobile tedesco
- 23 marzo - Enrico Plantageneto, I duca di Lancaster, militare britannico
- 4 aprile - Alberto II il Bello di Norimberga, nobile tedesco (n. 1319)
- 16 maggio - Pierre des Prés, vescovo e cardinale francese
- 19 maggio - Étienne de la Garde, arcivescovo cattolico e cardinale francese
- 29 maggio - Pietro Petroni, religioso italiano (n. 1311)
- 7 giugno - Pierre de la Foret, cardinale e arcivescovo cattolico francese (n. 1305)
- 9 giugno - Philippe de Vitry, compositore, teorico musicale e poeta francese (n. 1291)
- 12 giugno - Guglielmo Curti, cardinale, vescovo cattolico e abate francese
- 15 giugno - Giovanni Taulero, mistico e teologo tedesco
- 17 giugno - Guillaume Farinier, cardinale francese
- 17 giugno - Ingeborg di Norvegia, nobile norvegese (n. 1301)
- 12 luglio - Giovanni Dolfin, politico, diplomatico e militare italiano
- 13 luglio - Pierre Bertrand, vescovo cattolico e cardinale francese (n. 1299)
- 1º agosto - Jean de Caraman, cardinale francese (n. 1320)
- 7 agosto - Bernard de la Tour d'Auvergne, cardinale francese (n. 1306)
- 8 agosto - Roberto Visconti, arcivescovo cattolico italiano
- 25 agosto - Francesco Atti, cardinale e arcivescovo cattolico italiano
- 18 settembre - Ludovico V di Baviera, nobile tedesco (n. 1315)
- 23 settembre - Pierre de Cros, cardinale e vescovo cattolico francese
- 1º ottobre - Margherita Plantageneta, principessa e nobile inglese (n. 1346)
- 16 ottobre - Fortanier de Vassal, cardinale e patriarca cattolico francese
- 3 novembre - Aldobrandino III d'Este, nobile italiano (n. 1335)
- 21 novembre - Filippo I di Borgogna, nobile (n. 1346)
- Étienne Aldebrand, arcivescovo cattolico e abate francese
- Bianca di Borbone, regina (n. 1339)
- Giovanni Buridano, filosofo e logico francese
- Pataro Buzzaccarini, nobile, politico e militare italiano (n. 1300)
- Jacopo Domenico de Apibus, docente italiano
- Richard Kilvington, filosofo inglese
- Maria di Padilla, nobile
- Pietro dell'Aquila, vescovo cattolico e teologo italiano
- Elisabetta di Polonia, nobile polacca (n. 1326)
- Niceta Scolario, nobile bizantino
- John Sutherland, nobile scozzese
- Zanobi da Strada, scrittore e letterato italiano (n. 1312)
- Orlando d'Aragona, nobile, politico e militare italiano
- Ludwig van Kempen, cantore fiammingo (n. 1304)